# بريت هايز
بريت هايز (بالإنجليزية: Brett Hayes)‏ هو لاعب كرة قاعدة أمريكي، ولد في 13 فبراير 1984 في باسادينا في الولايات المتحدة.

## وصلات خارجية
- بريت هايز على موقع دوري كرة القاعدة الرئيسي (الإنجليزية)
- بريت هايز على موقعبيزبول رفرنس.كوم (الدوري الرئيسي) (الإنجليزية)
- بريت هايز على موقعبيزبول رفرنس.كوم (الدوري الثانوي) (الإنجليزية)
- بريت هايز على موقع إي إس بي إن.كوم (أم.أل.بي) (الإنجليزية)
- بريت هايز على موقع مشجعي الرسوم البيانية (الإنجليزية)